# Деменция с тельцами Леви
Деменция с тельцами Леви (англ. Dementia with Lewy bodies, сокращенно DLB): предположительно является второй после болезни Альцгеймера по частоте среди нейродегенеративных деменций. Согласно нейропатологическим исследованиям, деменция с тельцами Леви (ДТЛ) определялась в приблизительно 30 % случаев всех деменций.

## Определение
Деменция с тельцами Леви (ДТЛ) — это деменция, клинически определяющаяся синдромом паркинсонизма и возникновением прогрессирующего когнитивного расстройства уже в течение первого года заболевания. Характерны рецидивирующие зрительные галлюцинации и выраженные колебания внимания и интеллекта в течение дня. Патологически — наличие многочисленных телец Леви в кортикальных и субкортикальных нейронах, частично также без наличий этих изменений, большей частью с многочисленными бляшками по подобию таковых при болезни Альцгеймера.
ДТЛ является синуклеинопатией, так же, как и болезнь Паркинсона, доминантные формы болезни Паркинсона, мультисистемная атрофия и болезнь Галлервордена-Шпатца.

## Ассоциированные заболевания
- Болезнь Альцгеймера (БА): идёт «перехлестывание», пересечение ДТЛ с болезнью Альцгеймера — в случае возникновения амилоидных бляшек у больных ДТЛ — что наблюдается у некоторой части пациентов. Нозологические и патогенетические связи с болезнью Альцгеймера неясны.
- Болезнь Паркинсона (БП): у большей части пациентов с БП развивается деменция. Классификация этой деменции оспаривается. До сих пор БП подразделялась на «болезнь Паркинсона с деменцией» — если моторные симптомы преобладают на протяжении многих лет и деменция наступает относительно поздно; и на «деменцию с тельцами Леви» — если когнитивные нарушения наступают уже на первом году заболевания и доминируют в клинической картине (Lippa et al. 2007, McKeith et al. 2005). Остается неясным, идет ли речь о двух разных заболеваниях или является одно из них формой развития другого. Исследования осложняются тем, что у многих пациентов с БП при патологических исследованиях после смерти обнаруживаются также изменения, характерные для БА.

## История
Заболевание названо в честь немецкого невролога Фридриха Леви (1885—1950), описавшего тельца Леви в 1912 году. В одной из глав его книги о болезни Паркинсона он впервые описал тельца, названные его именем в 1917 году. Работая в одной из берлинских клиник, он обнаружил эти изменения в базальном и в дорсальном ядре вагуса у пациентов с болезнью Паркинсона.

## Симптоматика
Клинически определяются синдромом паркинсонизма и прогрессирующее когнитивное расстройство без особенного нарушения памяти. Когнитивные нарушения проявляются прежде всего в прогрессирующем ограничении визуально-пространственного восприятия и внимания. Характерно возникновение нарушений интеллектуальных функций при наличии паркинсонизма не более одного года. Специфичны выраженные колебания когнитивных нарушений и бодрствования в течение дня, частично даже с отсутствием реакции на обращение, «отсутствующим» взглядом. Повторяющиеся, ярко выраженные и запоминающиеся зрительные галлюцинации (животные, люди, сцены). Могут быть ограничены лобные функции, но все же не сильно выраженно, они также не так сильно ухудшаются в течение заболевания. Однако, при начале лечения леводопой — в отличие от визуально-пространственного восприятия, эти нарушения явно уменьшаются (Williams-Gray et al. 2009). Видимо, это объясняется дефицитом дофамина в лобных долях, тогда как за визуально-пространственное восприятие ответственны париетально-окципитальные зоны коры.

### Диагностические критерии ДТЛ (по McKeith et al. 2005)
1. Предпосылкой для постановки диагноза ДТЛ является прогрессирующий синдром деменции. Выраженные и/или постоянные нарушения памяти необязательны в начальной стадии заболевания, возникают обычно позже. В клинической картине, как правило, доминируют дефицит внимания и визуально-пространственного восприятия.

2. Кардинальными симптомами являются:
- колебания функции мозга, особенно то, что касается бодрствования и внимания;
- повторяющиеся зрительные галлюцинации, как правило, детализированные и чёткие;
- синдром паркинсонизма;

диагноз ДТЛ возможен, если в наличии один из кардинальных симптомов;
диагноз ДТЛ вероятен, если представлены как минимум два кардинальных симптома.
3. Типичные симптомы:
- нарушение РЕМ-стадии сна (синдром Шенка — разговоры или крики во время РЕМ-стадии сна, моторные выражения снов);
- выраженная чувствительность к нейролептикам;
- пониженное стриатальное связывание DAT на ОФЭКТ или ПЭТ;

Если возникает один или несколько типичных симптомов при наличии одного или более кардинальных симптомов — возможна постановка диагноза «вероятной» ДТЛ. Если кардинальные симптомы отсутствуют, достаточен для постановки диагноза «возможная» ДТЛ уже как минимум один типичный симптом. Диагноз «вероятной» ДТЛ не может быть поставлен на основании одних типичных симптомов.
4. Прочие симптомы:
- повторяющиеся падения или обмороки
- короткие потери сознания
- тяжёлая автономная дисфункция
- галлюцинации других органов чувств
- систематизированный бред
- депрессия
- относительное сохранение мезеотемпоральных структур на ОФЭКТ или ПЭТ, включая окципитальные структуры
- выраженное замедление волн на ЭЭГ с преходящими темпоральными острыми волнами.

5. Диагноз ДТЛ маловероятен:
- при церебро-васкулярных заболеваниях с очаговым выпадением функций или структурной аномалией на КТ или МРТ;
- при других заболеваниях мозга или системных заболеваниях, которые могут объяснить клиническую картину;
- при возникновении паркинсонизма в далеко зашедшей стадии деменции.

6. Временная очерёдность симптомов: диагноз ДТЛ правомочен только при возникновении деменции не позже одного года после возникновения симптомов паркинсонизма. Диагноз болезни Паркинсона с деменцией правомочен при возникновении симптомов деменции на фоне далеко зашедшего паркинсонизма.

### Аппаратная диагностика
Компьютерная и магнитно-резонансная томография — как правило, обнаруживается незначительная атрофия мозга.
 SPECT/PET: характерны гипоперфузия и снижение метаболизма в окципитальных и париетальных отделах, дофамиэргенное нарушение ассоциаций в стриатуме, в FP-CIT-дофамин-транспортном SPECT и во флюорид-дофамин-PET

## Дифференциальный диагноз
Проводится прежде всего с болезнью Альцгеймера (БА). Зрительные галлюцинации, ограничения в визуально-пространственном восприятии являются высокоспецифичными для ДТЛ. Также колебания когнитивных функций в течение дня характерны для ДТЛ и нетипичны для БА.

## Лечение
- Возможно лечение леводопой для устранения симптомов паркинсонизма. Дофаминергические препараты, такие как амантадин и другие антипаркинсонические медикаменты обладают высоким потенциалом для провоцирования галлюцинаций.
- Классические нейролептики противопоказаны. При необходимости устранения психотических симптомов возможно применение атипичных антипсихотиков, таких как кветиапин; рисперидон применяют с учётом необходимых мер предосторожности. Клозапин не показан в связи с центральным антихолинергическим эффектом.
- Антихолинергически действующие медикаменты противопоказаны, прежде всего — прометазин, трициклические антидепрессанты, антигистаминные, медикаменты против тремора, оксибутинин.
- Ингибиторы ацетилхолинэстеразы оказывают воздействие против галлюцинаций и когнитивного дефицита. Являются препаратами выбора до назначения психогенных медикаментов. Применяется ривастигмин.
- Доказан положительный эффект от приёма мемантина[9].
- Показаны перспективы разработки препарата, способного растворять тельца Леви. Так, в исследованиях Assia Shisheva агрегацию α-синуклеина с образованием телец Леви предотвращает комплекс белков ArPIKfyve и Sac3.[10], который может способствовать расплавлению этих патологических включений. На основе указанного механизма появляется перспектива создания лекарства, способного растворять тельца Леви и лечить ассоциированные с ними деменции.

## Профилактиказаболевания
Поддержание активности — в равной степени телесной и умственной — снижает риск заболевания деменцией в целом.